# Vaksötét 2.
A Vaksötét 2. (eredeti cím: Don't Breathe 2) 2021-ben bemutatott amerikai horror-thriller, melyet Rodo Sayagues rendezett Fede Álvarezzel közösen írt forgatókönyv alapján, producerei Álvarez, Sam Raimi és Rob Tapert. A 2016-os Vaksötét című film folytatása, amelyet Álvarez rendezett, a főszerepben pedig Stephen Lang, aki Norman Nordstrom / "A vak ember" szerepét alakítja ismét. Mellékszerepekben Brendan Sexton III és Madelyn Grace látható.
Az első film kritikai és kereskedelmi sikere után 2016 novemberében megkezdődtek a tárgyalások a folytatásról, amelynek rendezője ismét Álvarez lett. Egy ideig tartó késlekedés után a stúdió 2020 januárjában zöld utat adott a projektnek, Álvarez helyére pedig Sayagues lépett a rendezői székbe, Lang 2021 márciusában megerősítette szerepét. A forgatás 2020. augusztus 7-én kezdődött a szerbiai Belgrádban, és 2020. október 8-án fejeződött be.
A Vaksötét 2. 2021. augusztus 13-án került a mozikba a Sony Pictures Releasing fogalmazásában. Általánosságban vegyes véleményeket kapott a kritikusoktól, és világszerte több, mint 47 millió dolláros bevételt hozott.

## Rövid történet
A korábbi halálos betörést követő években Norman Nordstrom (Stephen Lang) csendes nyugalomban él, amíg múltbéli bűnei utol nem érik.

## Cselekmény
Nyolc évvel az első film eseményei után a vak tengerészgyalogos veterán, Norman Nordstrom, a tizenegy éves Phoenixszel és rottweilerével, Árnyékkal él egy detroiti külvárosban. Norman elmondja Phoenixnek, hogy a szülőanyja meghalt a régi házukban keletkezett tűzben.
Norman egyetlen ismerőse, Hernandez veterán katonai vadőr meggyőzi őt, hogy engedje el Phoenixet egy városi megbízásra, hogy egy kis időt töltsön a házon kívül is. Egy gengszter megpróbálja elrabolni Phoenixet, de Árnyék elijeszti. A banda követi kezdi Hernandez furgonját Normanékhoz, ahol megvárják, míg a nő kiteszi Phoenixet, majd a távozásakor megölik. Elcsalják Árnyékot és vele is végeznek. Amikor Norman kimegy, hogy megkeresse Árnyékot, a banda betör a házba, és elrabolják Phoenixet. Dulakodás alakul ki Norman és a banda között, majd a bandavezére, Raylan elmondja Phoenixnek, ő a biológiai apja, amit az bizonyít, hogy mindkettőjüknek van egy ősz tincs a hajukban.
Kiderül, hogy Phoenix háza leégett, miután a pincében felrobbant egy metanfetamin labor, és Raylan nyolc évre börtönbe került. Norman eszméletlenül talált rá Phoenixre a roncsok között, és hazavitte, hogy átvegye halott lánya helyét. Szabadulása után Raylan élve látta Phoenixet, amikor virágot hagyott az anyja emlékművénél. Phoenixet az egyik gengszter leüti. Raylan a saját kutyáját uszítja Norman megölésére, aki a padláson csapdába ejti az állatot. A banda felgyújtja a házat, és Phoenixszel együtt távozik. Norman végül összebarátkozik a kutyával, miközben együtt menekülnek ki, és a kutya elvezeti őt a banda szállodai rejtekhelyére.
A szállodában Raylan elárulja, hogy Phoenix igazi neve Tara, és bemutatja őt az édesanyjának, aki életben van, de halálos beteg. Elmagyarázza, hogy metamfetamin főzése közben okozta a robbanást, ami a belső szerveinek mérgezéséhez vezetett. Tara szülei csak azért rabolták el, hogy Tara anyjának szervátültetést végezzenek. A gyógyszerek és a létesítmények hiánya miatt Tara eszméletlenné válik, és a szívét ki akarják venni. Azonban egy áramszünet megakadályozza a beavatkozást, és Raylan emberein Norman rajtaüt, aki a sötétséget kihasználva egyenként megöli őket. Norman végez a sebésszel, egy eltévedt golyó pedig megöli Tara anyját. Norman kivájja Raylan szemét, és otthagyja meghalni.
A súlyosan megsebesült Norman megerősíti Tarát abban, hogy az apja igazat mondott. Bevallja bűneit, köztük a gyilkosságot és a nemi erőszakot, és azt mondja neki, hogy meneküljön biztonságba. Raylan megjelenik, és leszúrja Normant, de Tara halálos késszúrást mér rá. Tara megpróbál segíteni Normannek, azt állítva, hogy meg tudja menteni, mire a férfi azt válaszolja, hogy már megmentette, mielőtt belehal a sebeibe. Tara elmegy, és egy gyermekotthon felé veszi az irányt, amit korábban látott. Odamegy egy csoport játszó gyerekhez, és Phoenixként mutatkozik be.
A stáblista leforgásának közepén játszódó jelenetben, Raylan kutyája odasétál Norman holttestéhez, és megnyalogatja az ujjait. Norman ujjai enyhén megmozdulnak, ami azt jelenti, hogy még életben van.

## Szereplők
| Szerep                           | Színész             | Magyar hang      | Leírás |
| -------------------------------- | ------------------- | ---------------- | --- |
| Norman Nordstrom / „A vak ember” | Stephen Lang        | Kőszegi Ákos     | Vak amerikai tengerészgyalogos veterán, aki az első filmben szerzett sérüléseiből felépült. Egy elszigetelt házban él örökbefogadott lányával, Phoenixszel, akit egy lakástűzből mentett ki. |
| Phoenix/Tara                     | Madelyn Grace       | Hegedűs Johanna  | Norman örökbefogadott lánya. |
| Raylan                           | Brendan Sexton III  | Dévai Balázs     | Bandafőnök, volt fegyenc és Phoenix biológiai apja, aki elrabolja Phoenixet, hogy átültesse a szívét a lebénult feleségébe, Josephine-be.                                                    |
| Jim Bob                          | Adam Young          | Takátsy Péter    | Raylan-nek dolgozó férfi. |
| Jared                            | Bobby Schofield     | Lengyel Benjámin | Egy Raylan-nek dolgozó bűnöző, aki emellett Jim Bob bátyja is. |
| Duke                             | Rocci Williams      | Horváth Gergely  | Raylan egyik embere. |
| Raul                             | Christian Zagia     | Rohonyi Barnabás | Raylan egyik embere, aki végül együttműködik Normannal, miután rájött Raylan valódi tervére.                                                                                                 |
| Hernandez                        | Stephanie Arcila    | Varga Lili       | Az amerikai hadsereg egykori rangerje, Norman barátja. |
| A sebész                         | Steffan Rhodri      | Holl Nándor      | Névtelen sebész, aki részt vesz a műtéten, amelynek el akarják távolítani Phoenix szívét, hogy azt átültethessék Josephine-be.                                                               |
| Billy                            | Diaana Babnicova    | Bak Julianna     | A nevelőotthon egyik gyermeke. |
| Anya (Josephine)                 | Fiona O'Shaughnessy | Botos Éva        | Phoenix lebénult biológiai anyja és Raylan felesége. |

## Filmkészítés
2016 novemberében az író Fede Álvarez bejelentette, hogy készül a folytatás, és visszatér rendezőként. Sam Raimi producer a következőket mondta: „Ez a legjobb ötlet egy folytatáshoz, amit valaha hallottam. Nem viccelek.” Álvarez 2018 novemberében azt mondta: „Ezek most csak ötletek. Semmit sem jelentünk be hivatalosan. A Vaksötét 2. forgatókönyve már megvan. Ez az egyetlen különbség. Nincs forgatókönyvünk a Gonosz halott 2. című filmhez, de van egy forgatókönyvünk a Vaksötét 2. történetéhez, amit mi írtunk.”
A forgatás 2020. augusztus 7-én kezdődött a szerbiai Belgrádban, Pedro Luque operatőrrel, aki az előző filmből visszatért. 2020 júliusában, a forgatás előtt Stephen Lang tíz napig karanténba vonult, miután megérkezett Szerbiába. A gyártás 2020 áprilisában kezdődött volna, de a COVID-19 világjárvány miatt elhalasztották. Lang elárulta, hogy a forgatás 2020. október 8-án fejeződött be. 2021 márciusára állítólag befejeződött a film utómunkálata Álvarez szerint, aki „nemrég megnézte, és fantasztikusnak találta”. 2021 májusában kiderült, hogy Roque Baños szerezte a Vaksötét 2. zenéjét, aki szintén visszatért az első filmből. Az utómunka során Jan Kovac volt a fő szerkesztő.

## Megjelenés
A Vaksötét 2. a 2021. augusztus 13-án kerül a mozikba a Sony Pictures Releasing forgalmazásában.

## Fogadtatás

### Bevétel
2021. október 12-ig a Vaksötét 2. az Amerikai Egyesült Államokban és Kanadában 32,6 millió dollárt, más területeken pedig 14,6 millió dollárt hozott, összesen világszerte 47,2 millió dollárt keresett.
A film az Egyesült Államokban és Kanadában a Free Guy és a Respect mellett került a mozikba, amelynek nyitóhétvégéjére 8-12 millió dolláros bevételt jósoltak 3 005 moziból. A film az első napon 4,4 millió dollárt hozott, ebből 965 000 dollárt a csütörtök esti előzetesekből. A debütálás után 10,6 millió dollárt gyűjtött, és a második helyen végzett a Free Guy mögött.

### Kritikai visszhang
A Rotten Tomatoes kritikagyűjtő oldalon a film 76 kritika alapján 45%-os minősítést kapott, 4,9/10-es átlagértékeléssel. A weboldal kritikusainak konszenzusa szerint: „Stephen Lang továbbra is izgalmasan impozáns jelenlétet nyújt a Vaksötét 2-ben, de a folytatás története nehezen talál értelmes utat a karaktere számára”. A Metacriticen a film pontszáma 46 a 100-ból 19 kritikus alapján, ami "vegyes vagy átlagos értékelést" jelent. A CinemaScore által megkérdezett közönség átlagosan "B" osztályzatot adott a filmnek egy A+-tól F-ig terjedő skálán, ami alacsonyabb, mint az előző film "B+" osztályzata, míg a PostTrak szerint a nézők 73%-a értékelte pozitívan, 55%-uk pedig azt mondta, hogy mindenképpen ajánlaná a filmet.

## Fordítás
- Ez a szócikk részben vagy egészben  a   Don't Breathe 2 című angol Wikipédia-szócikk fordításán alapul.  Az eredeti cikk szerkesztőit annak laptörténete sorolja fel. Ez a jelzés csupán a megfogalmazás eredetét és a szerzői jogokat jelzi, nem szolgál a cikkben szereplő információk forrásmegjelöléseként.